# 樊沛珈
樊沛珈（英語：Fan Pui Ga；1990年9月25日—），藝名阿Gi（Ah Gi），香港女藝人，演員、YouTuber、紋身師。曾活躍於網絡短片平台啱Channel，現為MakerVille合約藝人。

## 簡歷
樊沛珈小時候與哥哥及父母住在黃埔花園，後來哥哥因車禍離世，一家人搬到紅磡。她曾於香港專業教育學院沙田分校修讀設計高級文憑，及後畢業於香港理工大學並取得產品設計學（榮譽）文學士。
2013年，她參加香港《蘋果日報》蘋果動新聞「動主播出更」比賽，成為其中一位動主播，及後加入科技新聞網站Unwire擔任主播。
2018年，她參加ViuTV真人騷《Good Night Show 廣告女皇》，人氣上升。同年開始為ViuTV節目《Girls' Talk》擔任主持。
2019年，她加入啱Channel負責幕前表演工作，同時亦有為香港電台以及ViuTV不同節目幕前演出。
2021年4月，樊沛珈亦有參與演出啱Channel聯同另外三個香港YouTube頻道試當真、小薯茄、FHProductionHK的「四台聯播」活動。
2022年2月，由啱Channel回復自由身接洽工作。
2022年4月，與朋友開辦美容店「銀幸の美學」。
2022年6月，成為MakerVille合約藝人。
另外，樊沛珈為獨立樂隊「鬥牛梗」成員之一，擔任低音結他手。

## 演出

### 節目主持（ViuTV）
- 2018-2019年：《Girls' Talk》
- 2020-2021年：《玩轉英語》
- 2021-2022年：《快樂童盟》（手語特攻隊）
- 2021年：《快樂童盟》（職人駕到）
- 2022年：《對不起幫緊你》（第6、12集）
- 2022年：《今餐有料到》（第362集開始）
- 2023年：《究食狩獵王》
- 2023年：《準時開飯》（第7集開始）
- 2023年：《撞名撞城遊一番》
- 2023年：《大學關鍵詞》
- 2023年：《無限試煉場》
- 2023年：《MOSHI MOSHI 富士山》
- 2024年：《姑媽突變神隱少女》
- 2025年：《730玩返轉》

### 節目演出（ViuTV）
- 2018年：《Good Night Show 廣告女皇》參賽者
- 2019年：《晚吹—女學生·吹水班》第23集嘉賓
- 2021年：《囝囝女女730》《ERROR自肥企画》
- 2021年：《全民造星IV》第1集（未入圍參賽者）
- 2022年：《運動勇者塔》
- 2022年：《90分鐘狂熱倒數》
- 2023年：《究食狩獵王》
- 2023年：《One Day 約會實況》 第5集嘉賓
- 2023年：《Viu Chat》 第7集嘉賓
- 2024年：《同AI開片》 第9、10集嘉賓
- 2024年：《漁樂無窮》 嘉賓
- 2024年：《淡季報錯團》
- 2024年：《唔鹹唔淡香港指南》

### 電視劇（ViuTV）
- 2022年：《百萬同居計劃》 - Elly
- 2024年：《島嶼協奏曲》 - 嘉嘉
- 2024年：《無用的謊言》 - 欣姐
- 2025年：《三命》 - 工作室助手

### 電視劇（香港電台）
- 2021年：《環顧日常》 - 無牌父女

### 廣播劇（商業電台）
- 2021年：《失眠藥深夜中篇劇場：Flip and Flop》 - 林善

### 微電影（啱Channel）
- 2020年：《在沙咀道等你》
- 2022年：《另一位前度》

### MV
- 2021年：Denis Kwok 193《睡到三點》
- 2021年：Delta T《ROBOT LOVE》
- 2022年：Blue Moon Day feat. Ashi《Charming Way》
- 2023年：before the night ends《保持浪費》
- 2024年：陳駿軒《在一起就好》

### 舞台演出
- 2021年：試當真「《試當真一週年現場版》（暫名）」

## 外部連結
- 樊沛珈的Facebook專頁
- 樊沛珈的Instagram帳戶
- MakerVille - 樊沛珈 （页面存档备份，存于）
- YouTube上的樊沛珈頻道